# Colmier-le-Haut
Colmier-le-Haut é uma comuna francesa na região administrativa de Grande Leste, no departamento de Haute-Marne. Estende-se por uma área de 19,35 km². Em 2010 a comuna tinha 63 habitantes (densidade: 3,3 hab./km²).